# Zdrój Waleryi w Szczawnicy
„Zdrój Waleryi” w Szczawnicy – zabytkowe ujęcie źródła wody mineralnej w Szczawnicy, przy ulicy Zdrojowej (po zachodniej stronie) tuż przed placem Dietla.

## Historia
Źródło zostało odkryte w 1840 roku, ale zostało udostępnione przez lekarza uzdrowiska Onufrego Trembeckiego w 1853 roku. Zdrój został uroczyście nazwany w 1853 roku imieniem żony lekarza przez Józefa Szalaya. Początkowo źródło obudowano grotą w stylu romantycznym. W 1867 roku grotę zastąpiono żelazną altaną, a 30 lat później nad altaną wybudowano platformę dla orkiestry umilającej czas kuracjuszom.
Woda w źródle miała charakter wody wodorowęglanowo-chlorkowo-sodowej z dużą zawartością litu, magnezu, jodu i bromu. Jej skład chemiczny badali m.in. Aleksander Stopczański (1865) i Leon Marchlewski (1920). 
Od 1945 roku woda ze źródła nie jest wykorzystywana ze względu na zanieczyszczenie ujęć. Jednak jej altana została odrestaurowana przed 2010 rokiem i jest zabytkiem. Planowana jest rewitalizacja zdroju.

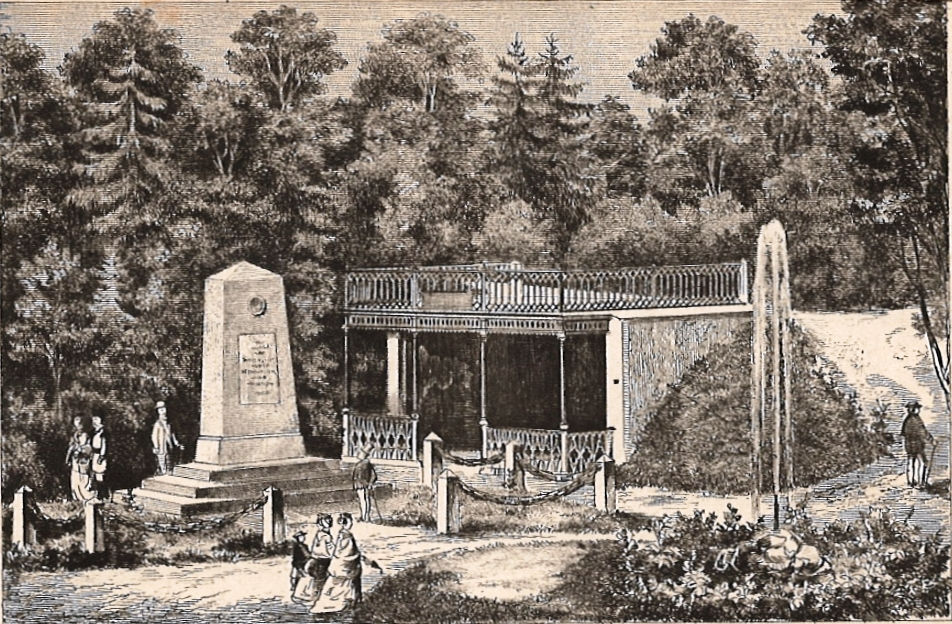
Litografia przedstawiająca Zdrój Waleryi i stojący obok obelisk upamiętniający dr. Dietla (Przewodnik po Szczawnicy, 1869)